# Адхам Ачилов
Адхам Ачилов (нар. 7 квітня 1976) — узбецький борець вільного стилю, срібний призер чемпіонату світу, дворазовий чемпіон та дворазовий бронзовий призер чемпіонатів Азії, триразовий срібний та бронзовий призер Кубків світу, учасник двох Олімпійських ігор.

## Життєпис
Боротьбою почав займатися з 1985 року. У 1994 році став срібним призером чемпіонату світу серед юніорів. У 1995 році досяг такого ж результату на чемпіонату світу серед молоді
Виступав за борцівський клуб «Динамо» Ташкент. Тренер — Мамур Рузієв.

## Спортивні результати на міжнародних змаганнях

### Виступи на Олімпіадах
| Змагання                    | Збірна     | Вагова категорія          | Місце |
| --------------------------- | ---------- | ------------------------- | ----- |
| Літні Олімпійські ігри 1996 | Узбекистан | вільна боротьба, до 52 кг | 7     |
| Літні Олімпійські ігри 2000 | Узбекистан | вільна боротьба, до 54 кг | 8     |

### Виступи на Чемпіонатах світу
| Змагання                        | Збірна     | Вагова категорія          | Місце  |
| ------------------------------- | ---------- | ------------------------- | ------ |
| Чемпіонат світу з боротьби 1995 | Узбекистан | вільна боротьба, до 52 кг | 11     |
| Чемпіонат світу з боротьби 1997 | Узбекистан | вільна боротьба, до 54 кг | 10     |
| Чемпіонат світу з боротьби 1998 | Узбекистан | вільна боротьба, до 54 кг | 11     |
| Чемпіонат світу з боротьби 1999 | Узбекистан | вільна боротьба, до 54 кг | Срібло |
| Чемпіонат світу з боротьби 2002 | Узбекистан | вільна боротьба, до 55 кг | 4      |
| Чемпіонат світу з боротьби 2006 | Узбекистан | вільна боротьба, до 55 кг | 5      |

### Виступи на Чемпіонатах Азії
| Змагання                       | Збірна     | Вагова категорія          | Місце  |
| ------------------------------ | ---------- | ------------------------- | ------ |
| Чемпіонат Азії з боротьби 1996 | Узбекистан | вільна боротьба, до 52 кг | Золото |
| Чемпіонат Азії з боротьби 1999 | Узбекистан | вільна боротьба, до 54 кг | Бронза |
| Чемпіонат Азії з боротьби 2000 | Узбекистан | вільна боротьба, до 54 кг | Бронза |
| Чемпіонат Азії з боротьби 2001 | Узбекистан | вільна боротьба, до 58 кг | 4      |
| Чемпіонат Азії з боротьби 2004 | Узбекистан | вільна боротьба, до 55 кг | Золото |

### Виступи на Азійських іграх
| Змагання           | Збірна     | Вагова категорія          | Місце |
| ------------------ | ---------- | ------------------------- | ----- |
| Азійські ігри 1998 | Узбекистан | вільна боротьба, до 54 кг | 6     |

### Виступи на Кубках світу
| Змагання                    | Збірна     | Вагова категорія          | Місце  |
| --------------------------- | ---------- | ------------------------- | ------ |
| Кубок світу з боротьби 1996 | Узбекистан | вільна боротьба, до 52 кг | Срібло |
| Кубок світу з боротьби 2001 | Узбекистан | вільна боротьба, до 54 кг | Срібло |
| Кубок світу з боротьби 2005 | Узбекистан | вільна боротьба, до 55 кг | Бронза |
| Кубок світу з боротьби 2007 | Узбекистан | вільна боротьба, до 55 кг | Срібло |

### Виступи на інших змаганнях
| Змагання                                                  | Збірна     | Вагова категорія          | Місце  |
| --------------------------------------------------------- | ---------- | ------------------------- | ------ |
| Центрально-Азійські ігри 1995                             | Узбекистан | вільна боротьба, до 52 кг | Срібло |
| Гран-прі Німеччини з боротьби 2002                        | Узбекистан | вільна боротьба, до 55 кг | Срібло |
| Золотий Гран-прі з боротьби 2006                          | Узбекистан | вільна боротьба, до 55 кг | 7      |
| Всесвітні ігри військовослужбовців 2007                   | Узбекистан | вільна боротьба, до 55 кг | Бронза |
| Чемпіонат світу з боротьби серед військовослужбовців 2008 | Узбекистан | вільна боротьба, до 55 кг | Золото |
| Гран-прі Німеччини з боротьби 2009                        | Узбекистан | вільна боротьба, до 55 кг | Бронза |
| Золотий Гран-прі з боротьби 2009                          | Узбекистан | вільна боротьба, до 55 кг | 9      |

### Виступи на змаганнях молодших вікових груп
| Змагання                                      | Збірна     | Вагова категорія          | Місце  |
| --------------------------------------------- | ---------- | ------------------------- | ------ |
| Чемпіонат світу з боротьби серед кадетів 1992 | Узбекистан | вільна боротьба, до 47 кг | 5      |
| Чемпіонат світу з боротьби серед молоді 1993  | Узбекистан | вільна боротьба, до 48 кг | 5      |
| Чемпіонат світу з боротьби серед юніорів 1994 | Узбекистан | вільна боротьба, до 50 кг | Срібло |
| Чемпіонат світу з боротьби серед молоді 1995  | Узбекистан | вільна боротьба, до 52 кг | Срібло |